# Poynter Institute
Das Poynter Institute (englisch The Poyntner Institute, vollständig The Poynter Institute for Media Studies, Inc.) ist eine 1975 gegründete Journalistenschule mit Sitz in St. Petersburg (Florida). Sie ist Eigentümerin der St. Petersburger Tageszeitung Tampa Bay Times und betreibt das International Fact-Checking Network (IFCN). In ihrer Selbstdarstellung erhebt sie den Anspruch eines „global leader in journalism.“

## Geschichte
Namensgeber Nelson Poynter (1903–1978) gründete Anfang 1975 als Eigentümer und Leiter der damaligen St. Petersburg Times, heute Tampa Bay Times, und des herausgebenden Verlages Times Publishing Company die Journalistenschule Modern Media Institute. 1977, ein Jahr vor seinem Tod, vermachte er das Eigentum an Zeitung und Verlag dem Institut, das dann 1984 den Namen seines Gründers erhielt.
In den 2010er-Jahren war der Internet-Unternehmer Craig Newmark einige Jahre lang Vorstandsmitglied der Poynter-Stiftung.

## IFCN

Logo des IFCN
International Fact-Checking Network

2015 gründete man als neue Abteilung des Instituts das International Fact-Checking Network (IFCN). Sie schuf innerhalb von zwei Jahren ein weltweites Netzwerk aus mehreren Dutzend Faktencheck-Organisationen, in das 2017, als zum Beispiel schon ABC News, Associated Press, Le Monde, Libération und Washington Post bzw. ihre entsprechenden Abteilungen dort agierten, auch das deutsche Zentrum Correctiv aufgenommen wurde.
Das IFCN ging 2017 eine Partnerschaft mit dem Google News Lab ein, um „den durchsuchbaren Output von Fact-Checkern weltweit drastisch zu erhöhen, Fact-Checking auf neue Märkte auszuweiten und Fact-Checking über die Politik hinaus zu unterstützen.“ 2020 erhielt das IFCN Geld von Facebook, um „2 Millionen amerikanische College-Studenten zu erreichen und ihnen beizubringen, wie sie sich auf ihre erste Wahl im Jahr 2020 vorbereiten und besser informiert sind“.
Das IFCN prüft „Fakten-Checker“ auf die Einhaltung des von ihm selbst aufgestellten Kodex und vergibt auf dieser Basis eine für ein Jahr gültige Zertifizierung, die Digitalunternehmen wie Google oder Facebook nutzen, um ihrerseits Verlage für Fakten-Check-Verträge zu prüfen. Laut Angaben des Poynter Institute hebt Google diejenigen Faktenchecks, die von Betreibern produziert wurden, die den IFCN-Kodex unterschrieben haben, besonders hervor.
Gemeinsam mit dem American Press Institute gibt das IFCN Factually heraus, einen Newsletter über Faktenüberprüfung und journalistische Ethik.